# 伊塞爾尼亞省
伊塞爾尼亞省（義大利語：Provincia di Isernia）是意大利莫利塞大区的一個省。面積1,529平方公里，2005年人口89,775人。首府伊塞爾尼亞。
下分52市鎮。